# (1881) Shao
(1881) Shao est un astéroïde de la ceinture principale découvert le 3 août 1940 par l'astronome allemand Karl Wilhelm Reinmuth. Le lieu de découverte est Heidelberg (024). Sa désignation provisoire était 1940 PC.
Sa distance minimale d'intersection de l'orbite terrestre est de 1,828430 ua.